# Trzyciąż
Trzyciąż è un comune rurale polacco del distretto di Olkusz, nel voivodato della Piccola Polonia.
Ricopre una superficie di 96,56 km² e nel 2007 contava 7 130 abitanti.